# Агути Азары
Агу́ти Азары (лат. Dasyprocta azarae) — грызун из семейства агутиевые. Вид назван в честь испанского путешественника-натуралиста Феликса де Азара (1742—1821).

## Описание
Длина тела агути 50 см, длина хвоста примерно 15 см. Таким образом общая длина составляет примерно 65 см. Вес грызуна составляет 3—4 кг. Мех от зеленовато-коричневого до зеленовато-чёрного цвета с крапинами от светло-коричневого до каштанового цвета. Передняя часть тела окрашена в желтоватый или жёлто-коричневый цвет. У агути выступающие уши. У животного округлая форма тела, а голова похожа на голову морских свинок. На передних лапах по пять пальцев, на задних — по три.

## Распространение
Агути Азары населяет восточную Южную Америку. Они живут на востоке и юго-востоке Бразилии, в Парагвае и в северной Аргентине.
Эти грызуны населяют большей частью влажные джунгли и заболоченные местности. Редко их можно встретить также в открытых пампасах. Они предпочитают жизненные пространства вблизи водоёмов.

## Образ жизни
Агути Азары — это дневные животные, живущие совместно в маленьких семейных группах или парами. Пары долго остаются вместе, часто на всю жизнь, они моногамные. Территориальные животные живут на постоянных участках, размер которых зависит от ассортимента питания. Участки защищаются от сородичей. Агути Азары — это социальные животные, которые посвящают много времени взаимному уходу за шерстью. При опасности агути могут издавать лающие звуки.

## Питание
Агути Азары питаются семенами, орехами, плодами, корнями и другим растительным материалом. Они могут щёлкать также жёсткие южноамериканские орехи, поэтому их роль в распространении этих растений значительна. Агути делают также запасы, тем самым помогая в разведении лесов. Они следуют также за приматами, которые во время приёма пищи часто роняют плоды с деревьев.

## Размножение
Агути Азары становятся половозрелыми к концу первого года жизни, брачный период продолжается круглый год. После периода беременности, продолжительностью 100—120 дней, самка рожает 1—3 детёнышей.

## Угрозы
Агути Азары находится под угрозой из-за выкорчёвывания влажных джунглей и интенсивной охоты ради его мяса. В 1996 году МСОП классифицировал вид как «находящийся под угрозой».

## Подвиды
Известны два подвида: Dasyprocta a. azarae и Dasyprocta a. paraguayensis.